# Apprendimento online
Per apprendimento online (noto anche come apprendimento in linea, teleapprendimento, teledidattica o con il termine inglese e-learning) s'intende l'uso delle tecnologie multimediali e di Internet per migliorare la qualità dell'apprendimento facilitando l'accesso alle risorse e ai servizi, così come anche agli scambi in remoto e alla collaborazione a distanza.
I progetti educativi di molte istituzioni propongono la teledidattica non solo come complemento alla formazione in presenza, ma anche come percorso didattico rivolto ad utenti aventi difficoltà di frequenza in presenza. Attraverso la teledidattica si facilita la formazione continua e quella aziendale, specialmente per le organizzazioni con una pluralità di sedi.

## Principi generali
Tutti i sistemi di e-learning devono prevedere alcuni elementi essenziali, che sono:
- l'utilizzo della connessione in rete per la fruizione dei materiali didattici e lo sviluppo di attività formative basate su una tecnologia specifica, detta "piattaforma tecnologica" (learning management system, LMS);
- l'impiego del personal computer (eventualmente integrato da altre interfacce e dispositivi) come strumento principale per la partecipazione al percorso di apprendimento;
- un alto grado di indipendenza del percorso didattico da vincoli di presenza fisica o di orario specifico;
- il monitoraggio continuo del livello di apprendimento, sia attraverso il tracciamento del percorso che attraverso frequenti momenti di valutazione e autovalutazione;
- la valorizzazione di:
  - multimedialità (effettiva integrazione tra diversi media per favorire una migliore comprensione dei contenuti);
  - interattività con i materiali (per favorire percorsi di studio personalizzati e di ottimizzare l'apprendimento);
  - interazione umana (con i docenti/tutor e con gli altri studenti - per favorire, tramite le tecnologie di comunicazione in rete, la creazione di contesti collettivi di apprendimento).

L'insegnamento in linea sfrutta le potenzialità rese disponibili da Internet per fornire formazione (sincrona e/o asincrona) agli utenti, che possono accedere ai contenuti dei corsi in qualsiasi momento e in ogni luogo in cui esista una connessione internet. Questa caratteristica, unita alla tipologia di progettazione dei materiali didattici, portano a definire alcune forme di teledidattica come «soluzioni di insegnamento centrato sullo studente». In realtà, per avere valore scientifico, dovrebbe prevedere la forma detta analisi del contenuto, seguita da testi che raccordano esperienze e principi teorici per giungere inequivocabilmente alla "centratura sui contenuti" per principio di non contraddizione, in cui la prova essenziale è assunta come "consegna dei materiali didattici con bibliografie specifiche" perciò "misurabile in condizioni di test", autovalutazione e normalmente, se il livello lo impone, assegnazione o produzione autonoma di ricerca funzionale alla tesi.

## L'obiettivo della teledidattica
L'insegnamento in linea è un processo di formazione continua che implica l'utilizzo delle tecnologie di rete per progettare, distribuire, scegliere, gestire e ampliare l'apprendimento. In quest'ottica gli elementi principali nella progettazione di contenuti erogabili via rete, i quali rendono la Formazione a distanza (abbreviata in FAD) non più assimilabile ai monolitici corsi tradizionali da distribuire indistintamente a tutti gli studenti, sono tre:
- l'interattività, vale a dire la necessità di coinvolgere il discente, generalmente avvalendosi del learning by doing;
- la dinamicità, ovvero il bisogno da parte del discente di acquisire nuove competenze mirate just in time;
- la modularità, ossia la possibilità di organizzare i contenuti di un corso secondo gli obiettivi formativi e le necessità dell'utenza.

Riguardo quest'ultimo elemento, ogni blocco formativo (detto nel linguaggio tecnico oggetto di apprendimento, dall'inglese learning object) può essere sfilato da un corso e assemblato con altri blocchi formativi per formare un corso nuovo: pertanto l'oggetto di apprendimento può esser definito come un qualsiasi oggetto che entra a far parte del processo di formazione e che può essere (ri) utilizzato in tempi e luoghi diversi. La sua grandezza varia a seconda della metodologia adottata dal progettista. Le caratteristiche necessarie a rendere riutilizzabili gli oggetti di apprendimento sono:
- la facile reperibilità e trasportabilità;
- la possibilità di gestire gli archivi dei contenuti;
- l'assegnazione ai singoli oggetti di insiemi di metadati.

Esistono solo due certificazioni di trasparenza e riutilizzabilità della teledidattica: l'AICC (acronimo di Aviation Industry CBT Committee) e la SCORM (Sharable Courseware Objects Reference Model). Esistono poi altri gruppi impegnati nella definizione di una specifica internazionale dei learning object, definita e condivisa, menzioniamo ARIADNE (Alliance of Remote Instructional Authoring and Distribution Network for Europe) e PROMETEUS (PROmoting Multimedia access to Education and Training in EUropean Society). Da segnalare l'utilizzo del linguaggio XML (Extensible Markup Language) che consente infatti una migliore atomizzazione dei contenuti e una più efficace esportabilità sui diversi supporti (palmari, periferiche indossabili ecc.).

## Differenza rispetto alle altre forme di FAD
Spesso si identifica la teledidattica con qualsiasi tipologia di formazione erogata tramite computer, sia offline (CD-ROM), che online (Internet, intranet ecc. Da questo punto di vista la teledidattica non si discosta dalla formazione a distanza (FAD).
In realtà la componente Internet e/o web e la presenza di una "piattaforma tecnologica" specifica come un learning management system distingue la teledidattica da altre versioni di formazione a distanza, come i Computer Based Training (CBT) e le procedure di monitoraggio e tracciamento degli utenti lo distinguono dai Web Based Training (WBT). In definitiva, se il CBT rappresenta la "prima generazione" della formazione a distanza e il WBT è la seconda, l'insegnamento in linea può essere considerato la terza generazione (o evoluzione).
Un altro fattore di distinzione dell'apprendimento elettronico rispetto alle altre forme di FAD è che nella teledidattica prendono parte al processo formativo una serie di figure e di servizi che sono la spina dorsale della metodologia di insegnamento: il tutor e la comunità di pratica, che permettano un reale e fattivo processo di apprendimento: spesso soprattutto per quanto riguarda la formazione aziendale questa componente viene sacrificata.
La teledidattica può inserirsi in processi formativi definiti "misti" (o blended learning) in cui la componente online si affianca alla formazione di stampo tradizionale (interventi in aula, supporto telefonico, workshop, seminari ecc.).
È stato utilizzato anche il termine web learning, insegnamento sul web, che accentua l'aspetto "reticolare" dell'apprendimento, piuttosto che quello, ormai scontato, della componente "elettronica" ovvero "virtuale".
Nella prospettiva di un graduale affermarsi del Web semantico, infatti, potrebbe realizzarsi (ma già oggi è concretamente realizzabile) un percorso di apprendimento e formazione autogestito che veda il discente muoversi attraverso vari portali e siti, piattaforme diverse (gestite da autorità diverse), concordi nella valutazione standardizzata delle classificazioni dei materiali, degli esami e dei livelli di ingresso e di uscita nel processo formativo.

## Tecnologia
Un componente base della teledidattica è la piattaforma tecnologica (learning management system o LMS) che gestisce la distribuzione e la fruizione della formazione: si tratta infatti di un sistema gestionale che permette di tracciare la frequenza ai corsi e le attività formative dell'utente (accesso ai contenuti, tempo di fruizione, risultati dei momenti valutativi, dati di learning analytics).
Tutte le informazioni sui corsi e gli utenti restano indicizzate nel database della piattaforma: questa caratteristica permette all'utente di accedere alla propria offerta formativa effettivamente da qualsiasi computer collegato a Internet, generalmente senza la necessità di scaricare software ad hoc dal lato del client, e a volte perfino senza necessariamente consentire attraverso il proprio browser il deposito e la memorizzazione di cookies. L'utente è insomma in questo caso totalmente delocalizzato e in virtù di ciò più semplice risulta il suo accesso al proprio percorso formativo modellizzato sul server, anywhere/anytime, ovunque e in qualsiasi momento.
Se la piattaforma risulta essere una componente fondamentale per la teledidattica, l'aula virtuale (o ambiente collaborativo) è la metodologia didattica che permette l'interazione (soprattutto in modalità sincrona) fra gli utenti: si tratta infatti di strumenti che favoriscono la comunicazione immediata tramite chat, lavagne condivise (interactive whiteboards) e videoconferenza e così via. I software di ambiente collaborativo possono gestire anche l'apprendimento asincrono (che non necessita la presenza degli utenti nello stesso momento): forum di discussione, document repository, accesso ai materiali didattici o a materiali di supporto, ecc.

## Contenuti
I contenuti dei corsi didattici possono essere progettati in diversi formati: pagine HTML, animazioni 2D o 3D, contributi audio, contributi video, simulazioni, esercitazioni interattive, test,… In qualsiasi caso, si tratta di contenuti realizzati in modalità multimediale e possono essere costruiti ad hoc (attraverso applicativi d'autore) o essere stati modificati da materiale già esistente in formato elettronico come ad esempio gli eBook (anche in modo molto semplice, salvando, ad esempio, una presentazione in formato HTML).
Gli esperti di e-learning sostengono che i materiali didattici dovrebbero essere costruiti ad hoc in modo da garantire le quattro principali caratteristiche della formazione online:
modularitàil materiale didattico deve essere composto da "moduli didattici", chiamati anche Learning object (LO) in modo che l'utente possa dedicare alla formazione brevi lassi di tempo (indicativamente 15/20 minuti di tempo), personalizzando così tempi e modalità di approccio ai contenuti.
interattivitàl'utente deve interagire con il materiale didattico, che deve rispondere efficacemente alle necessità motivazionali dell'interazione uomo-macchina
esaustivitàogni LO deve rispondere a un obiettivo formativo e portare l'utente al completamento di tale obiettivo.
interoperabilitài materiali didattici devono essere predisposti per poter essere distribuiti su qualsiasi piattaforma tecnologica e per garantire la tracciabilità dell'azione formativa. A tal fine sono stati individuati quindi degli standard (AICC, SCORM, IMS,…) che devono essere implementati per garantire la comunicazione fra diversi sistemi e fare in modo che un Learning Object concepito su una piattaforma possa essere integrato in un'altra. Lo standard più diffuso è SCORM.
L'evoluzione tecnologica ha portato alla realizzazione di sistemi learning content management system (LCMS) che si occupano della gestione dei contenuti sia nella fase di creazione che nella fase di erogazione. Tali strumenti, associati al LMS, completano una piattaforma di e-learning.
Da un punto di vista tecnico, i Learning Object (le unità di apprendimento) sono oggetti descritti tramite specifiche XML e/o, appunto, dialetti specializzati di XML come EML ed altri, che vengono interpretati dal browser nella sua interazione con il LCMS server per costruire l'oggetto documentale multimediale, il test con le sue caratteristiche e, in SCORM e successivi, anche la corretta sequenziazione di contenuti del percorso formativo. Un oggetto di apprendimento (LO) può contenere inoltre specifiche del livello di ingresso, dei prerequisiti, del contesto di applicazione.
Siti didattici e siti culturali tra cui
Rai International si sono posti il problema di quanto l'innovazione didattica operante in rete abbia fatto diminuire la distinzione tra siti didattici e siti culturali, con ovvie ripercussioni anche in tema di diritto d'autore

## Le nuove figure professionali
Varie sono le figure professionali che orbitano attorno al mondo dell'e-learning. Quelle che illustreremo a breve spesso in Italia sono riunite in una sola persona fisica. Ma prima di far ciò è bene elencare le strutture che intervengono in modo rilevante nello svolgimento del processo, suddividendole in:
- cliente, ovvero chi commissiona gli interventi formativi;
- learning company, l'azienda che risolve con diverse soluzioni i bisogni del cliente;
- fornitore di contenuti, la struttura che fornisce i contenuti oggetto del percorso di apprendimento;
- multimedia agency, l'azienda che collabora con la learning company alla progettazione del corso multimediale e ne realizza concretamente la grafica e il software;
- tester, le aziende che collaborano con le learning company alla verifica tecnica dei prodotti finiti[4].

### Nella fase decisionale
Le figure responsabili in un'organizzazione dell'elaborazione di strategie formative sono:
- il chief learning officer che formula le strategie di formazione in accordo con i vertici dell'impresa, dettando le linee di sviluppo dei principali sistemi di gestione della conoscenza;
- il formatore che lavora a stretto contatto col chief learning officer, traducendo le strategie di quest'ultimo in specifici interventi formativi;
- infine, il learning administrator che usa i corsi già disponibili a catalogo o realizzati su commissione per rispondere alle necessità di formazione presenti nelle aziende[5].

### Nella progettazione
Le figure coinvolte nella progettazione di prodotti e-learning spesso provengono da settori diversi e, soprattutto in Italia dove la teledidattica è una realtà giovane, quasi mai nascono direttamente nel settore.
- instructional designer (in italiano detto anche progettista didattico) che ha il compito cruciale di recepire e soddisfare gli specifici bisogni formativi del target elaborando un'adeguata strategia didattica. Per far ciò necessità di una notevole conoscenza delle teorie dell'educazione, nonché dei linguaggi informatico-multimediali;
- il curricula planner, invece, è un instructional designer esperto che progetta e imposta un pacchetto di prodotti attinenti alla medesima area didattica, così da dare vita a un vero e proprio curriculum formativo;
- il knowledge designer, una figura simile al progettista, che deve avere in più una conoscenza di base sia delle principali logiche di organizzazione aziendale sia dei sistemi informatici di gestione della conoscenza. Egli lavora, in contatto col chief learning officer e il training manager, alla definizione dei principali flussi di conoscenza da condividere all'interno dell'azienda;
- il progettista di contenuti è l'esperto della singola materia, il quale interviene nella definizione e nella realizzazione di un adeguato approccio alla materia stessa;
- il progettista multimediale è l'esperto di comunicazione multimediale. Egli cura all'interno della multimedia agency l'utilizzo adeguato ed efficace di tutti i linguaggi e gli strumenti a disposizione. Il suo intervento è centrale nella progettazione dell'interfaccia multimediale così come della navigazione;
- l'art director, esperto della comunicazione visiva, che si occupa del design grafico dell'interfaccia del prodotto, supportando sia l'instructional designer che il progettista multimediale[6].
- il media educator, che deve affiancare le precedenti figure e seguire il progetto. Questa figura deve possedere una consolidata conoscenza della pedagogia e della didattica generale e speciale. Difatti sono numerosi i progetti che non hanno successo perché non tengono conto dei punti di forza, debolezza, rischi e opportunità che ogni medium introduce nel processo di insegnamento-apprendimento e nella relazione docente-discente o dei meccanismi di autoapprendimento[7][8][9].

### Nella produzione
Le competenze delle figure che gravitano attorno alla produzione di un prodotto e-Learning devono ruotare attorno ai seguenti due poli:
- la gestione del processo produttivo,
- la realizzazione del prodotto finito.

Partendo dal primo punto, ricordiamo le seguenti figure:
- il responsabile della produzione che pianifica, organizza e controlla la produzione multimediale nel suo insieme, coordinando tutti i prodotti che hanno a che fare con la struttura;
- il responsabile di progetto che, avendo la responsabilità della realizzazione, della qualità e della consegna del prodotto richiesto nei tempi prefissati, deve pianificare, gestire e monitorare l'andamento dei lavori. Tutto ciò lo induce ad avere frequenti rapporti con gli eventuali committenti per informarli sull'andamento dei lavori e/o recepirne le indicazioni (soprattutto in Italia, la figura del responsabile di progetto, svolge anche un lavoro progettuale, affiancandosi o sostituendosi all'instructional designer);
- lo sviluppatore di contenuti, un esperto della materia che scrive la prima traccia dei contenuti basandosi sulla struttura elaborata dal content designer (spesso sviluppatore e progettista di contenuti sono un'unica persona fisica o comunque fanno parte del content provider, vale a dire di quella struttura che fornisce i contenuti);
- lo sceneggiatore multimediale che, sulla base delle specifiche didattiche stabilite dall'instructional designer, scrive, nel rispetto della struttura dei contenuti ideata dallo sviluppatore di contenuti, la sceneggiatura del corso, rielaborando i testi scritti da quest'ultimo. Le sue principali attività sono: la stesura del testo da visualizzare sulla singola schermata, la sceneggiatura dell'eventuale testo audio da registrare, l'individuazione dei collegamenti tra i materiali accessori e il contenuto del corso, il supporto all'esperto nella programmazione e stesura delle interazioni che l'utente dovrà compiere durante la fruizione del corso;
- il grafico che traduce in concreto le specifiche di progetto elaborate dall'art director e dal progettista multimediale; deve per tanto avere una notevole conoscenza dei principali strumenti di disegno grafico;
- lo sviluppatore multimediale che si occupa di tutti gli effetti multimediali presenti nel corso (contributi audio e video, fotografie, ecc.);
- il sistemista che organizza, dal punto di vista del software, le funzioni del corso, le modalità di fruizione e le interazioni;
- lo sviluppatore di software che, inserendo in tale struttura contenuti relativi alle singole schermate del prodotto, ne assembla i vari elementi, fissandone l'esatto ordine di presentazione e la corretta sequenza nelle attività;
- infine, il collaudatore di qualità (debugger) che controlla se il prodotto finito risponde alle specifiche previste dal punto di vista della navigabilità e del software, senza guardare per tanto alla qualità della didattica o alla correttezza dei contenuti[10].

### Tutoraggio in linea ed elementi motivazionali
Una delle maggiori criticità della teledidattica rispetto alla formazione tradizionale è la mancanza del docente.
L'assenza di questa figura viene in parte sopperita con azioni di tutoraggio che supportano la formazione degli utenti per quanto riguarda l'approfondimento degli argomenti di studio e per la motivazione: il Tutor di formazione agisce in modo da limitare l'effetto abbandono dell'apprendimento prima del termine della formazione (drop-out), che nell'e-learning ha un tasso di rischio notevolmente più alto rispetto alla formazione tradizionale.
- Il tutor agisce sulle attività del singolo e del gruppo attraverso gli strumenti disponibili (chat, forum, posta elettronica, ecc.);
- Ha il compito di distribuire i materiali didattici e di supporto;
- Si relaziona con gli esperti di contenuto per aiutare gli utenti nella formazione;
- In molti casi gestisce le aree di collaborazione degli LMS;
- Funge da moderatore durante le attività.

## Sostenibilità della teledidattica
Il concetto di sostenibilità in campo e-Learning è di estrema importanza e delicatezza. La sostenibilità è infatti come la cartina al tornasole della qualità, efficacia ed efficienza del processo di insegnamento/apprendimento basato sull'uso estensivo dell'ICT e sulla TEL.
Il concetto di sostenibilità si lega inoltre, a doppia mandata, con il concetto di valore aggiunto: un intervento formativo di tipo teledidattico è sostenibile nel momento in cui offre un valore aggiunto rispetto ad un intervento formativo di tipo tradizionale.
Le condizioni che possono determinare una reale sostenibilità della teledidattica sono varie e mutevoli, ed il concetto stesso di sostenibilità acquisisce significati differenti a seconda del contesto preso in considerazione e degli obiettivi da raggiungere. Ad esempio, la sostenibilità didattico-formativa all'interno di un contesto scolastico spesso non collima con la sostenibilità economica o con quella delle risorse da mettere in campo.
In generale, la sostenibilità della teledidattica non vuol dir altro che domandarsi “quando” e “se” serve la teledidattica nel processo di insegnamento/apprendimento.
Ad esempio, l'uso del computer a supporto delle strategie e tecnologie didattiche non è sufficiente da solo a dare quel valore aggiunto alla teledidattica e a renderla sostenibile dal punto di vista didattico-formativo. Un approccio teledidattico diviene invece sostenibile nel momento in cui l'uso del computer in particolare, e dell'ICT in generale, può garantire reale valore aggiunto alla didattica, valore aggiunto che non potrebbe essere raggiunto con strumenti e approcci tradizionali.
In altre parole, il fattore determinante per la sostenibilità didattico-formativa dell'e-Learning è la capacità di sfruttare efficientemente le potenzialità intrinseche delle tecnologie nel processo educativo del discente in modo da arricchirlo e migliorarlo.
L'e-Learning collaborativo, ad esempio, è spesso considerato il più efficiente, poiché offre quella interazione sociale tra i discenti che dà valore aggiunto al processo di apprendimento, gli fa acquisire abilità nell'uso delle ICT e competenze per la risoluzione di problemi, ma, di converso, dilata i tempi dedicati allo studio e presuppone maggiore impegno (gestionale e temporale) da parte dei formatori. In questo caso, avremmo un e-Learning sostenibile dal punto di vista didattico-formativo-pedagogico (offrendo un apprendimento collaborativo, costruttivista e mutato), ma probabilmente non sostenibile da un punto di vista organizzativo-gestionale-economico (magari per mancanza di tempo, di strutture e di strumenti).
Le soluzioni teledidattiche miste (e-Learning content-driven e Collaborative e-Learning) sono spesso considerate quelle più sostenibili da un punto di vista didattico-formativo, poiché apportano i vantaggi tipici di entrambi gli approcci, quindi un maggiore valore aggiunto, ma anche qui bisogna fare attenzione. Soluzioni miste non sono solo alternanza di studio in presenza (lezioni frontali) e a distanza (on-line training), bensì sono l'integrazione di metodi e strumenti didattici tipici di entrambi gli approcci. In tal senso le blended solution possono essere considerate le più sostenibili da un punto di vista non solo didattico-formativo, ma anche contenutistico (con la veicolazione di validi contenuti digitali). Di converso, invece, tali blended solution sono probabilmente meno sostenibili se si prende in considerazione la dimensione organizzativo-gestionale o economica dell'intervento formativo. Nella didattica universitaria, ad esempio, i motivi che spesso muovono i docenti ad adottare una blended solution sono dettati da scelte didattiche (recupero di tempo-aula a vantaggio della veicolazione delle competenze del professore), ma anche da scelte logistiche (riduzione di lezioni frontali per mancanza di aule). In tal senso, una blended solution pensata e proposta per risolvere problemi logistici e organizzativi è sì sostenibile in questa specifica dimensione (logistico-organizzativa), ma molto probabilmente non lo è dal punto di vista didattico-formativo, magari per una non adeguata progettazione didattica o per la mancanza di e-content validi, in quanto prodotto di una necessità pratica (risparmiare tempo e risorse).

## La teledidattica nella formazione aziendale
I vantaggi didattico-formativi dovuti all'adozione dell'e-learning, possono diventare economicamente rilevanti in un contesto di sviluppo aziendale.
La teledidattica applicata all'impresa serve per conservare, sviluppare e trasmettere le conoscenze dell'azienda ai dipendenti aumentando l'efficienza dei processi interni all'organizzazione e di conseguenza risparmiando in termini di tempo e denaro.
La teledidattica come strumento di formazione aziendale si sta dimostrando una potente leva commerciale per la forza vendita:
- il numero delle trasferte si riduce grazie alla possibilità di formare la propria forza vendita a distanza;
- con l'implementazione di video-tutorial l'attività di assistenza sui prodotti venduti è soggetta ad un drastico sgravio di lavoro. La maggior parte delle trasferte per manutenzione sono infatti sostituite da lezioni on-line grazie alle quali il cliente può trovare autonomamente risposta a molte delle sue domande inerenti al "saper-fare";
- i manuali sul prodotto sono molto più fruibili poiché "far vedere" via video come si utilizza un prodotto è ovviamente più immediato e comprensibile che descriverlo.

I vantaggi sono i medesimi del telelavoro, oltre al fatto che la tecnologia informatica aumenta la qualità della formazione (e dell'apprendimento) e consente sia la condivisione della conoscenza tra i vari attori che la sua capitalizzazione nel tempo.

## La teledidattica in sanità
La riflessione sull’apprendimento in modalità online nella formazione in ambito sanitario è importante e presente da tempo. 
La stessa «Association for Medical Education in Europe» (AMEE), associazione internazionale con sede presso l'Università di Dundee, ha pubblicato due manuali dedicati espressamente a questo tema.

## Stato dell'arte e diffusione della teledidattica nel mondo

### Il mercato della teledidattica
Nel 2007 il mercato dell'e-learning e per la formazione si è mantenuto generalmente costante. Ora, se nell'àmbito della formazione tradizionale è facile stabilire "chi fornisce cosa e a chi", non lo stesso non si può dire della teledidattica. Da un lato dell'offerta troviamo gli sviluppatori di piattaforme tecnologiche e software, gli sviluppatori di contenuti, i centri di formazione virtuali, i fornitori di servizi di teledidattica a 360° (global e-learning service providers). Resta aperto il problema del produrre o comprare, di realizzare in casa il sistema teledidattico più adeguato alle proprie esigenze o acquistarlo all'esterno. Nel caso dei grandi industriali è possibile creare una divisione o una nuova società che si occupi della formazione dei suoi dipendenti; in quello delle piccole e medie imprese invece le cose sono più difficili: le limitate risorse a disposizione inducono spesso ad "affittare" un ambiente integrato di formazione per la fruizione di via web dei prodotti e dei servizi offerti da una società specializzata. Ancora diversi sono i casi dell'università, qualora ricca di contenuti ma povera in termini d'infrastrutture, e della pubblica amministrazione, bisognosa di nuove competenze ma divisa tra la centralità delle scelte e la delega alle realtà locali. In una realtà così frammentata, uno ruolo centrale hanno i partenariati, vale a dire le alleanze tra le migliori aziende e università e/o centri di eccellenza, nazionali e non. Negli ultimi tempi questo fenomeno si sta sempre più internazionalizzando in piena sintonia con la filosofia dell'e-learning: acquisire i migliori contenuti o le migliori soluzioni, ovunque essi siano, per metterle a disposizione dei propri clienti, tanto che un'offerta e-learning valida è un'offerta personalizzata, ad hoc. La teledidattica si offre come uno strumento potente e flessibile; l'offerta dovrà per tanto proporsi sempre più con soluzioni chiare, economicamente vantaggiose, con prodotti che non invecchino facilmente e che rispettino le specifiche internazionali.

### Stati Uniti
La mappa della diffusione della teledidattica nel mondo vede - sia in termini di utenti che di fatturato del settore - in posizione dominante gli Stati Uniti seguiti da vicino dal Regno Unito e dai paesi del nord-Europa (Svezia, Finlandia, Norvegia); la tendenza di crescita è stata stimata in valori a 2 cifre decimali da vari osservatori. Per il mercato USA sono state fatte previsioni di crescita da 10,3 miliardi $ di mercato nel 2001 a 80,5 miliardi $ nel 2006 a 212 miliardi $ nel 2011 (Forrester Research). Anche gli utenti del continente asiatico utilizzano in proporzione rapidamente crescente tecnologie di e-learning. I principali acquirenti sono le aziende private.

### Europa
Benché l'Europa sia un mercato ancora giovane, l'IDC ha stimato che il mercato teledidattico europeo ha avuto nel 2001 un valore di 717 milioni di dollari, che salirebbe a 4 miliardi di dollari entro il 2004. Boom previsto anche in Italia, dove entro i primi quattro anni del millennio si dovrebbero toccare i 259 milioni di dollari. I paesi europei che più investono nell'e-Learning sono Germania, Gran Bretagna e Francia col 40% degli investimenti totali effettuati in Europa; seguono, con un netto stacco, Olanda, Italia e paesi scandinavi col 10%. Comunque l'interesse della Commissione europea per le opportunità dell'apprendimento elettronico sono alla base di un crescente interesse per la formazione su internet.
All'origine del ritardo del mercato europeo dell'e-learning nei confronti di quello degli USA, vi sono le variegate differenze geografiche e culturali tra stato e stato, che inducono a una forte richiesta di personalizzazione dei contenuti. 
A favore della tendenza positiva statunitense, giocano sicuramente la tipologia organizzativa di molte aziende (multinazionali e grandi aziende decentrate su un vasto territorio) e una componente culturale nei confronti dell'educazione aperta (sicuramente più che in Europa) all'utilizzo di strumenti intermedi, non solo nelle aziende, ma anche nell'università e negli istituti di educazione superiore.

### Mercato orientale
Anche il mercato orientale è in forte crescita, soprattutto in Cina Giappone e Corea. Tutto ciò attrae l'interesse delle aziende statunitensi.

### Italia
Per molte ragioni in Italia la diffusione della teledidattica è notevolmente più lenta e difficoltosa rispetto alle tendenze americane: la tradizione culturale della formazione in aula è molto più radicata e, nonostante gli incentivi (sia rivolti alle aziende pubbliche e private, che alle istituzioni educative) per la sua diffusione, sembra che il panorama formativo italiano sia "timoroso" rispetto all'implementazione di tali programmi.
Ciononostante sono nati i primi corsi di laurea online (Politecnico di Milano, Università di Firenze,…) e svariati decreti del ministro per l'Innovazione Tecnologica, Lucio Stanca, hanno lavorato affinché la diffusione nella Pubblica Amministrazione dell'e-learning venga pianificata e conclusa al più presto. Un altro ateneo molto attivo in questo settore è, anche per ragioni geografiche di isolamento dalle grandi vie di comunicazione, l'Università di Camerino, con diversi servizi in linea cui si affiancano anche corsi svolti in videoconferenza e perciò altamente interattivi e coinvolgenti, presso aule attrezzate ad hoc.
L'Università degli studi di Padova, dall'anno accademico 2008-2009, ha attivato il Corso di laurea magistrale online in Teorie e metodologie dell'e-learning e della media education (E-media). Inizialmente il corso era erogato dalla Facoltà di scienze della formazione. In seguito alla successiva riforma universitaria, che ha visto l'eliminazione delle Facoltà, dall'a.a. 2012-2013 ad erogarlo è stato il Dipartimento di Filosofia, Sociologia, Pedagogia e Psicologia Applicata (FISPPA). Nel 2013 era l'unico corso di questo genere in Italia..
L'Istituto nazionale di documentazione per l'innovazione e la ricerca educativa, ente nazionale di ricerca e di documentazione in ambito educativo, da alcuni anni si occupa della formazione in servizio del personale della scuola (dirigenti, insegnanti, personale amministrativo e collaboratori scolastici). Propone una modalità blended (in collaborazione con il MIUR e gli Uffici Scolastici Regionali) e mette a disposizione l'ambiente di collaborazione in linea.
Nel febbraio 2007 i quotidiani nazionali La Repubblica e Il Sole 24 Ore hanno lanciato il master in gestione ed economia d'impresa in CD e DVD allegati ai quotidiani, con una piattaforma di teledidattica alla quale i lettori possono accedere per le prove di valutazione. Con questa operazione la formazione a distanza diventa un fenomeno mediatico aperto al grande pubblico.
Vi è qualche iniziale esempio di collaborazione con il mondo dell'industria come il progetto "Georges De La Tour a Milano" che è un progetto Eniscuola creato e gestito da Eni in collaborazione con un istituto superiore di Brindisi l'ITIS liceo Majorana e la Fondazione Eni Enrico Mattei.
Per raggiungere l'obiettivo di mettere a disposizione dei giovani tutte le informazioni necessarie sui temi dell'energia e dell'ambiente, lo strumento utilizzato, fin dal 2000, è stata una piattaforma di e-learning aperta a tutte le scuole che la possono utilizzare in aula come strumento per imparare ed anche sperimentare giocando. L'assistenza alle classi che aderiscono al progetto si realizza anche in un'attività di controllo dell'efficacia dell'iniziativa.
Concrete iniziative, rivolte agli studenti, ma soprattutto all'approccio dei docenti verso nuove forme di insegnamento delle materie scientifiche sono stati realizzati a livello locale. 
o con la collaborazione degli uffici scolastici delle varie regioni
L'UNESCO, il Ministero Italiano per la Pubblica Istruzione, il Ministero dell'Ambiente e della Tutela del territorio e del mare, il Ministero dell'Istruzione Ungherese, l'Unione europea hanno patrocinato e dato riconoscimenti al progetto Eniscuola.
In Italia precursore di una didattica a distanza fu Alberto Manzi, che è entrato nella storia grazie alla trasmissione televisiva Non è mai troppo tardi, che andò in onda in Rai dal 1960 al 1968. Manzi è considerato una delle figure preminenti in ambito educativo.

### Il mercato della teledidattica dopo la crisi dellanew economy: mutamento dell'offerta e della domanda
Dopo la crisi economica, conseguente all'11 settembre, le aziende hanno iniziato a investire meno ma in modo più incisivo. Oggi la crescita è intesa come continuo aggiornamento delle competenze, condivisione degli obiettivi aziendali e adattamento a situazioni sempre più mutevoli e instabili. L'e-learning assurge così a nuovo modo di gestire la conoscenza tramite strumenti di condivisione e di collaborazione. Le aziende investono soprattutto in information technology, lingue e materiale tecnico. Per un intervento formativo tanto specifico è necessaria di volta in volta un'adeguata analisi dei fabbisogni specifici.

### Il mercato della teledidattica e le università virtuali
In USA, la scuola e l'università investono due miliardi di dollari nella teledidattica. Lenta è invece la sua adozione nell'ambiente scolastico italiano e scarsi sono gli investimenti. Le cause vanno ricercate nella diffidenza, nella scarsa propensione ai nuovi strumenti e al divario tra generazioni. Per rimediare a ciò occorrerebbe che gli insegnanti per primi vengano formati sia all'uso dei nuovi strumenti, sia alle nuove modalità di apprendimento. Comunque ci sono due eccezioni nel panorama scolastico italiano: l'Istituto tecnico di Torino di Grugliasco e l'Istituto tecnico industriale Belluzzi di Bologna. Anche nella scuola, partenariati e collaborazioni con enti pubblici e privati aiutano a superare le tradizionali lentezze burocratiche per l'acquisizione delle infrastrutture necessarie: spesso laddove si collabora tra scuole e istituzioni, pubbliche e/o private, nascono progetti innovativi. Scarso in Italia, a differenza di quanto avviene negli USA, è anche uso della teledidattica nelle università italiane. Anche in questo caso però non mancano le eccezioni come il Politecnico di Milano, la Bocconi, l'Università degli Studi di Padova, e altre realtà universitarie minori (come l'Università Popolare degli Studi di Milano). Significativa in Italia la scarsità dei master on-line. La formazione aperta a tutti, partnership internazionali, distribuzione del potere decisionale a tutte le sedi, sistemi di gestione della conoscenza sono i requisiti principali di queste realtà.

### Il mercato della pubblica amministrazione
Anche il mercato della teledidattica nella pubblica amministrazione stenta a decollare, sebbene pure qui non manchino le eccezioni: si pensi all'intervento formativo on-line PASS (Pubbliche Amministrazioni per lo Sviluppo del Sud). Nel caso della pubblica amministrazione il problema del ritardo non sta nella mancanza d'interesse o diffidenza nei confronti delle nuove tecnologie al servizio della formazione, ma è insito nel processo di trasformazione funzionale, istituzionale, amministrativa, organizzativa e professionale che l'amministrazione pubblica italiana sta vivendo in questi anni. A differenza delle aziende private, per cui la riduzione dei costi sembra essere ancora il primo motivo di adozione della formazione a distanza, la pubblica amministrazione punta sull'apprendimento elettronico per la sua funzione di collettore e condivisione delle esperienze. Per la pubblica amministrazione si può registrare quindi una forte carenza di e-learning, ma anche una forte volontà di adottare soluzioni formative di quel tipo.

## Svantaggi
A livello globale, fattori come la gestione del cambiamento, l'obsolescenza tecnologica e la partnership fornitore-sviluppatore sono i principali limiti che stanno ostacolando la crescita del mercato della tecnologia educativa.
Negli Stati Uniti, il governo statale e federale ha aumentato i finanziamenti, così come il capitale di rischio privato è entrato nel settore dell'istruzione. Tuttavia, a partire dal 2013, nessuno stava guardando al ritorno sull'investimento (ROI) tecnologico per collegare le spese per la tecnologia con migliori risultati per gli studenti.
Le nuove tecnologie sono spesso accompagnate da una campagna pubblicitaria irrealistica e da promesse riguardo al loro potere trasformativo di cambiare l'istruzione in meglio o di consentire migliori opportunità educative per raggiungere le masse. Gli esempi includono film muti, trasmissioni radiofoniche e televisione, nessuno dei quali ha mantenuto un punto d'appoggio nelle pratiche quotidiane dell'istruzione formale tradizionale. La tecnologia, di per sé, non porta necessariamente a miglioramenti fondamentali nella pratica educativa. L'attenzione deve essere concentrata sull'interazione dello studente con la tecnologia, non sulla tecnologia stessa. Deve essere riconosciuto come "ecologico" piuttosto che "additivo" o "sottrattivo". In questo cambiamento ecologico, un cambiamento significativo creerà un cambiamento totale.
Secondo Branford "La tecnologia non garantisce un apprendimento efficace" e l'uso inappropriato della tecnologia può persino ostacolarlo. Uno studio dell'Università di Washington sul vocabolario infantile mostra che esso sta scivolando a causa dei DVD educativi per bambini. Pubblicato sul Journal of Pediatrics, uno studio del 2007 dell'Università di Washington sul vocabolario dei bambini ha intervistato oltre 1.000 genitori a Washington e nel Minnesota. Lo studio ha rilevato che per ogni ora in cui i bambini di età compresa tra 8 e 16 mesi guardavano DVD e video, conoscevano 6-8 parole in meno di 90 parole comuni per bambini rispetto ai bambini che non li guardavano. Andrew Meltzoff, un geometra che ha lavorato a questo studio, afferma che il risultato ha senso, che se il "tempo di allerta" del bambino viene trascorso davanti a DVD e TV, invece che con persone che parlano, i bambini non avranno la stessa esperienza linguistica. Il dottor Dimitri Chistakis, un altro geometra, ha riferito che stanno aumentando le prove che i baby DVD non hanno alcun valore e possono essere dannosi.
I materiali didattici adattivi adattano le domande alle capacità di ogni studente e calcolano i loro punteggi, ma questo incoraggia gli studenti a lavorare individualmente piuttosto che socialmente o collaborativamente (Kruse, 2013). Le relazioni sociali sono importanti, ma gli ambienti high-tech possono compromettere l'equilibrio di fiducia, cura e rispetto tra insegnante e studente.
I corsi online aperti in modo massiccio (MOOC), sebbene piuttosto popolari nelle discussioni sulla tecnologia e sull'istruzione nei paesi sviluppati (soprattutto negli Stati Uniti), non sono una delle principali preoccupazioni nella maggior parte dei paesi in via di sviluppo o a basso reddito. Uno degli obiettivi dichiarati dei MOOC è fornire alle popolazioni meno fortunate (cioè nei paesi in via di sviluppo) l'opportunità di sperimentare corsi con contenuti e struttura in stile americano. Tuttavia, la ricerca mostra che solo il 3% degli iscritti proviene da paesi a basso reddito e sebbene molti corsi abbiano migliaia di studenti registrati, solo il 5-10% di loro completa il corso. I MOOC implicano anche che alcuni programmi di studio e metodi di insegnamento sono superiori, e questo potrebbe alla fine travolgere (o forse spazzare via) le istituzioni educative locali, le norme culturali e le tradizioni educative.
Con Internet e i social media, l'utilizzo di app educative rende gli studenti altamente suscettibili a distrazioni e deviazioni. Anche se un uso corretto ha dimostrato di aumentare le prestazioni degli studenti, essere distratti sarebbe dannoso. Un altro svantaggio è un aumento del potenziale di barare. Gli smartphone possono essere molto facili da nascondere e da utilizzare in modo discreto, soprattutto se il loro utilizzo è normalizzato in classe. Questi svantaggi possono essere gestiti con regole e regolamenti rigidi sull'uso del telefono cellulare.

### Eccessiva stimolazione
Dispositivi elettronici come cellulari e computer facilitano l'accesso rapido a un flusso di fonti, ciascuna delle quali può ricevere un'attenzione superficiale. Michel Rich, professore associato presso la Harvard Medical School e direttore esecutivo del centro sui media e la salute infantile di Boston, ha detto della generazione digitale: "I loro cervelli sono ricompensati non per rimanere sul compito, ma per passare alla cosa successiva. la preoccupazione è che stiamo crescendo una generazione di bambini davanti a schermi i cui cervelli saranno cablati in modo diverso". Gli studenti hanno sempre affrontato le distrazioni; computer e cellulari rappresentano una sfida particolare perché il flusso di dati può interferire con la focalizzazione e l'apprendimento. Sebbene queste tecnologie influenzino anche gli adulti, i giovani potrebbero esserne maggiormente influenzati poiché il loro cervello in via di sviluppo può facilmente abituarsi a cambiare attività e diventare disabituato a sostenere l'attenzione. Troppe informazioni, che arrivano troppo rapidamente, possono sopraffare il pensiero.
La tecnologia sta "alterando rapidamente e profondamente il nostro cervello".  Elevati livelli di esposizione stimolano l'alterazione delle cellule cerebrali e rilasciano neurotrasmettitori, che provocano il rafforzamento di alcune vie neurali e l'indebolimento di altre. Ciò porta ad un aumento dei livelli di stress sul cervello che, all'inizio, aumenta i livelli di energia, ma, nel tempo, in realtà aumenta la memoria, altera la cognizione, porta alla depressione, altera i circuiti neurali dell'ippocampo, dell'amigdala e della corteccia prefrontale. Queste sono le regioni del cervello che controllano l'umore e il pensiero. Se deselezionata, la struttura sottostante del cervello potrebbe essere alterata. L'eccessiva stimolazione dovuta alla tecnologia potrebbe iniziare troppo presto. Quando i bambini vengono esposti prima dei sette anni, importanti compiti di sviluppo possono essere ritardati e potrebbero svilupparsi cattive abitudini di apprendimento, che "priva i bambini dell'esplorazione e del gioco di cui hanno bisogno per sviluppare".  La psicologia dei media è un campo di specializzazione emergente che abbraccia i dispositivi elettronici e i comportamenti sensoriali che si verificano dall'uso della tecnologia educativa nell'apprendimento.

### Critica socioculturale
Secondo Lai, "l'ambiente di apprendimento è un sistema complesso in cui l'interazione e le interazioni di molte cose influiscono sui risultati dell'apprendimento". Quando la tecnologia viene introdotta in un contesto educativo, il contesto pedagogico cambia in quanto l'insegnamento guidato dalla tecnologia può cambiare l'intero significato di un'attività senza un'adeguata convalida della ricerca. Se la tecnologia monopolizza un'attività, gli studenti possono iniziare a sviluppare la sensazione che "la vita difficilmente sarebbe pensabile senza la tecnologia".
Leo Marx considerava la stessa parola "tecnologia" problematica, suscettibile di reificazione e "oggettività fantasma", che nasconde la sua natura fondamentale come qualcosa di prezioso solo nella misura in cui giova alla condizione umana. La tecnologia alla fine si riduce a influenzare le relazioni tra le persone, ma questa nozione viene offuscata quando la tecnologia viene trattata come una nozione astratta priva di bene e male. Langdon Winner fa una conclusione simile.
Seymour Papert indica un buon esempio di una (cattiva) scelta che è diventata fortemente radicata nell'abitudine sociale e nell'attrezzatura materiale: "scelta" di usare la tastiera QWERTY. La disposizione QWERTY delle lettere sulla tastiera fu originariamente scelta, non perché fosse la più efficiente per la digitazione, ma perché le prime macchine da scrivere erano inclini a incepparsi quando i tasti adiacenti venivano premuti in rapida successione. Ora che la digitazione è diventata un processo digitale, questo non è più un problema, ma l'accordo QWERTY continua a vivere come un'abitudine sociale, molto difficile da cambiare.

Neil Postman ha sostenuto l'idea che la tecnologia abbia un impatto sulle culture umane, inclusa la cultura delle classi, e che questa è una considerazione ancora più importante che considerare l'efficienza di una nuova tecnologia come strumento per l'insegnamento. Per quanto riguarda l'impatto del computer sull'istruzione, Postman scrive:
Ciò che dobbiamo considerare del computer non ha nulla a che fare con la sua efficienza come strumento di insegnamento. Dobbiamo sapere in che modo sta alterando la nostra concezione dell'apprendimento e come, insieme alla televisione, mina la vecchia idea di scuola.
Si presume che la tecnologia sia intrinsecamente interessante, quindi deve essere utile nell'istruzione; sulla base di una ricerca di Daniel Willingham, non è sempre così. Sostiene che non importa necessariamente quale sia il mezzo tecnologico, ma se il contenuto è coinvolgente e utilizza il mezzo in modo vantaggioso.

#### Divario digitale
Il concetto di divario digitale è un divario tra chi ha accesso alle tecnologie digitali e chi no. L'accesso può essere associato all'età, al sesso, alla condizione socio-economica, all'istruzione, al reddito, all'etnia e alla geografia.

### Protezione dei dati
Secondo un rapporto della Electronic Frontier Foundation, grandi quantità di dati personali sui bambini vengono raccolti da dispositivi elettronici distribuiti nelle scuole degli Stati Uniti. Spesso, vengono raccolte, caricate e archiviate a tempo indeterminato molte più informazioni del necessario. Oltre al nome e alla data di nascita, queste informazioni possono includere la cronologia di navigazione del bambino, i termini di ricerca, i dati sulla posizione, gli elenchi di contatti e le informazioni comportamentali. I genitori non sono informati o, se informati, hanno poca scelta. Secondo il rapporto, questa sorveglianza costante derivante dalla tecnologia educativa può "distorcere le aspettative di privacy dei bambini, portarli all'autocensura e limitare la loro creatività". In un annuncio del 2018, l' FBI ha avvertito che l'ampia raccolta di informazioni sugli studenti da parte delle tecnologie educative, inclusa la cronologia di navigazione sul Web, i progressi accademici, le informazioni mediche e la biometria, ha creato potenziali minacce alla sicurezza.